# Prokofij Kałasznikow
Prokofij Jakowlewicz Kałasznikow (ros. Прокофий Яковлевич Калашников, ur. 15 czerwca?/28 czerwca 1906 w stacji Samaszkinskaja w obwodzie terskim (obecnie wieś Samaszki w rejonie aczchoj-martanowskim w Czeczenii), zm. 22 czerwca 1977 w Groznym) – radziecki wojskowy, Bohater Związku Radzieckiego (1944).

## Życiorys
Dzieciństwo i młodość spędził w Groznym, gdzie do 1922 skończył 6 klas szkoły, a w 1924 szkołę zawodową w Gieorgijewsku, 1924–1927 pracował w młynie w Gieorgijewsku. Od października 1928 służył w Armii Czerwonej, w październiku 1930 został zdemobilizowany, pracował jako maszynista. Od maja 1932 ponownie służył w armii, w 1934 ukończył szkołę wojsk pancernych w Orle i został dowódcą czołgu BT-5, później dowódcą kompanii czołgów BT-7, a także technikiem batalionu i pułku, 1939–1940 uczestniczył w wojnie z Finlandią. We wrześniu 1940 został dowódcą batalionu w Zachodnim Specjalnym Okręgu Wojskowym, od czerwca 1941 brał udział w wojnie z Niemcami na Froncie Zachodnim, a od lutego do czerwca 1943 Centralnym, uczestniczył w walkach obronnych na Białorusi, bitwie pod Smoleńskiem, pod Moskwą i operacji siewskiej. W listopadzie 1943 ukończył Wyższą Oficerską Szkołę Wojsk Pancernych w Magnitogorsku i został dowódcą batalionu czołgów, w styczniu i lutym 1944 walczył na 1 Froncie Ukraińskim, od lutego do czerwca 1944 2 Froncie Ukraińskim, od czerwca 1944 do marca 1945 1 Białoruskim, brał udział w operacji korsuń-szewczenkowskiej, humańsko-botoszańskiej i brzesko-lubelskiej, 18 lipca 1944 został lekko ranny. Od stycznia do maja 1945 dowodził pułkiem czołgów ciężkich na 1 Froncie Białoruskim, uczestniczył w operacji warszawsko-poznańskiej, pomorskiej i berlińskiej, po wojnie służył w Grupie Wojsk Radzieckich w Niemczech, 1949–1950 był zastępcą dowódcy pułku w Karpackim Okręgu Wojskowym. Od czerwca 1950 do grudnia 1952 dowodził pułkiem w Czerniachowsku, w 1953 ukończył akademickie kursy doskonalenia kadry oficerskiej, od września 1953 do listopada 1954 był komenderowany do Czechosłowacji jako wojskowy doradca dowódcy pułku, w grudniu 1954 został zwolniony do rezerwy w stopniu pułkownika.

## Odznaczenia
- Złota Gwiazda Bohatera Związku Radzieckiego (13 września 1944)
- Order Lenina (dwukrotnie – 13 września 1944 i 5 listopada 1954)
- Order Czerwonego Sztandaru (czterokrotnie – 1 marca 1944, 14 sierpnia 1944, 30 marca 1945 i 20 czerwca 1949)
- Order Aleksandra Newskiego (30 maja 1945)
- Order Czerwonej Gwiazdy (dwukrotnie – 23 kwietnia 1942 i 30 kwietnia 1945)
- Medal „Za zasługi bojowe” (dwukrotnie – 19 maja 1940 i 3 listopada 1944)
- Medal „Za zwycięstwo nad Niemcami w Wielkiej Wojnie Ojczyźnianej 1941–1945”
- Medal „Za wyzwolenie Warszawy”
- Medal „Za zdobycie Berlina”
- Medal za Warszawę 1939–1945 (Polska Ludowa)